# Cyclocross-Weltmeisterschaften 1952
Die Cyclocross-Weltmeisterschaften 1952 wurden am 24. Februar in Genf ausgetragen. Es waren die dritten ihrer Art. Es gab ein Rennen in der offenen Kategorie, also für Profis und Amateure gleichermaßen. Der Parcours lag an der Stadtgrenze zwischen Genf und Cologny rund um den Parc des Eaux-Vives und das Stade de Frontenex.

## Ergebnisse
| Platz | Land       | Sportler        |
| ----- | ---------- | --------------- |
| 1     | Frankreich | Roger Rondeaux  |
| 2     | Frankreich | André Dufraisse |
| 3     | Schweiz    | Albert Meier    |